# 崔暹 (北魏)
崔 暹（さい せん、? - 528年）は、北魏の官僚・軍人。字は元欽。本貫は清河郡東武城県。

## 経歴
秀才に挙げられ、南兗州刺史に累進したが、官瓦の盗用や収賄の罪で御史中尉の李平の糾弾を受けて、免官された。後に行豫州事をつとめ、まもなく正式に豫州刺史となった。田宅を占有し、官奴を隠匿するなどして、御史中尉の王献の糾弾を受けて、また免官された。後に平北将軍・瀛州刺史に任じられたが、横暴で収奪がひどく、民衆を苦しめた。あるとき崔暹は瀛州の北に遊猟にやってきて、単騎で民村に立ち寄り、井戸の水を汲む婦人に馬に飲ませる水を請うたことがあった。崔暹が試みに「崔瀛州はいかがかな」と訊ねると、婦人は訊ねた者が崔暹当人であるとは知らなかったため、「百姓に何の罪があって、あのような野蛮な刺史を得たのでしょうか」と答えた。このため崔暹は憮然としてその場を立ち去った。後に職務怠慢で解任され、洛陽に帰った。524年（正光5年）、武川鎮で反乱が起こると、崔暹は都督・撫軍将軍となり、大都督李崇の麾下で反乱の討伐にあたることとなった。しかし李崇の命令に違反して、白道の北で反乱軍に大敗を喫し、単騎で逃げ帰った。廷尉に拘束されたが、妓女や田地を元叉に献上して、罪を免れた。528年（建義元年）4月、河陰の変で殺害された。司徒公・冀州刺史の位を追贈され、武津県公に追封された。
子の崔瓚は、字を紹珍といい、孝荘帝の妹の襄城公主を妻に迎えて、尚書左丞となった。

## 伝記資料
- 『魏書』巻89 列伝第77
- 『北史』巻87 列伝第75